# Clapham Rovers F.C.
Clapham Rovers var en engelsk fodbold- og rugbyklub, der fra dens oprettelse i 1869 indtil 1880'erne var en af Englands førende klubber inden for fodbold og rugby. Klubben spillede sine hjemmekampe på Clapham Common, Tooting Bec Common og Wandsworth Common i London.

## Historie
Klubben blev oprettet den 10. august 1869 på et møde arrangeret af W.E. Rawlinson, der også blev valgt til klubbens æressekretær. På dette første møde blev det besluttet at spille både fodbold og rugby – således at man spillede fodbold i én uge efterfulgt af rugby i den næste uge. Denne besynderlige konstruktion i klubbens vedtægter medførte at klubben fik øgenavnet "Hybridklubben". Den første kamp blev spillet den 25. september 1869 mod Wanderers FC, datidens klart stærkeste fodboldklub. På trods af modstandernes overlegenhed vandt Rovers kampen med 1-0. Rovers var lige så fremgangsrige på rugbyfronten, og allerede i januar 1870 havde klubben fået et så godt ry, at den havde medlemmer nok til at spille to kampe hver lørdag – én fodbold- og én rugbykamp. Ved afslutningen af 1870 havde klubben kun tabt to kampe, én i fodbold og én i rugby, og i begge tilfælde blev returkampene vundet – i rugby mod Marlborough Nomads og i fodbold mod Charterhouse School.

### Fodbold
Clapham Rovers var et af de femten hold, der spillede i den allerførste udgave af FA Cup'en i 1871–72. Det første FA Cup-mål nogensinde blev scoret af Clapham Rovers' Jarvis Kenrick i 3-0-sejren over Upton Park FC den 11. november 1871.
Holdets største bedrift var sejren i FA Cup'en i 1879–80, hvor det i finalen vandt 1-0 over Oxford University AFC på Kennington Oval i London. Det sejrende hold bestod af følgende spillere: Reginald Birkett, Robert Ogilvie, Edgar Field, Vincent Weston, Norman Bailey, Arthur Stanley, Harold Brougham, Francis Sparks, F Barry, Edward Ram og Clopton Lloyd-Jones, som scorede kampens enlige mål.
Året før havde Clapham Rovers også nået FA Cup-finalen men tabte 1-0 til Old Etonians FC. I den kamp satte Clapham Rovers' James Prinsep en ny rekord for den yngste spiller i en FA Cup-finale, 17 år og 245 dage, en rekord som stod indtil 2004, hvor den blev slået af Millwall's Curtis Weston.
Clapham Rovers var en af de ti stiftende klubber af Surrey County Football Association i 1877.

### Rugby
Fra 1870 til 1881 spillede klubben 151 rugbykampe, hvoraf 80 blev vundet, 30 tabt, mens 41 endte uafgjort. I 1870'erne stillede klubben med et hold med fire landsholdsspillere: R.H. Birkett som anfører, hans bror, L. Birkett og Bryden-brødrene. Derudover var Crampton og Walker velansete forwards og Clapham var kendt for at have "the strongest combination of the time behind the scrummage".

Den 26. januar 1871 mødtes 32 medlemmer, der repræsenterede 21 rugbyklubber i London med forstæder (Wasps var iniviteret men mødte ikke op), i Pall Mall Restaurant i Regent Street. E.C. Holmes, formanden for Richmond Club påtog sig formandsembedet. Det blev enstemmigt vedtaget, at der var behov for at oprette et rugbyforbund, og derfor blev Rugby Football Union stiftet. Der blev valgt en formand, en sekretær og en kasserer samt et udvalg på 13 medlemmer, som blev betroet opgaven med at skitsere sportens regler ud fra dem, som blev brugt på Rugby School. Clapham Rovers blev på mødet repræsenteret af R.H. Birkett, som blev udpeget som et af de 13 oprindelige medlemmer af udvalget. 
 Den første rugbylandskamp blev spillet mellem Skotland og England i 1871 og the Rovers stillede med R.H. Birkett.
Da klubben den 21. oktober 1871 mødte en af de stærkeste og mest veletablerede klubber, Richmond, for første gang, vandt den kampen med et mål og to forsøg. I slutningen af sæsonen 1870-71 flyttede klubben fra Clapham Common til en bane på Tooting Bed Coomon i Balham, hvor den spillede indtil 1876. Herefter flyttede den til Wandsworth Common i Wandsworth, hvor den stadig spillede i 1892.

### Opløsning
Det er uklart hvornår klubben blev opløst. Den spillede i FA Cup'en for sidste gang i sæsonen 1885–86, hvor den blev diskvalificeret uden at have spillet en kamp. Holdets mest succesrige spiller, Norman Bailey, blev fortsat beskrevet som Clapham Rovers-spiller, da han spillede den sidste af sine 19 landskampe for England den 19. marts 1887. Klubben spillede stadig i Wandsworth i 1892., og lørdag den 1. januar 1898 annoncerede The Times, at Old Carthusians FC skulle spille mod Clapham Rovers i Crystal Palace.
Klubben eksisterede formentlig indtil første verdenskrig, eftersom der refereres til klubbens årlige middag i The Sportsman i 1911.

## Landsholdsspillere

### Fodbold
Otte Clapham Rovers-spillere spillede for Englands fodboldlandshold mellem 1874 og 1887 (med antallet af landskampe i parentes):
- Norman Bailey (19)
- Reginald Birkett (1)
- Walter Buchanan (1)
- Edgar Field (2)
- Richard Geaves (1)
- Robert Ogilvie (1)
- James Prinsep (1)
- Francis Sparks (2)

Følgende spillere repræsenterede "England" i landskampe mellem 1870 og 1872 i perioden inden de FIFA-anerkendte landskampe:
- T.S. Baker (1)
- Jarvis Kenrick (1)
- Alexander Nash (1)
- R.S.F. Walker (3 kampe, 4 mål)

### Rugby
- R.H. Birkett (debuterede i 1871)
- Henry Bryden (debuterede i 1874)
- L. H. Birkett (debuterede i 1875)
- C.C. Bryden (debuterede i 1875)

## Nyt hold med samme navn
Siden 1996 har et Sunday league-hold spillet under navnet Clapham Rovers. Denne klub har imidlertid ingen forbindelse med den oprindelige klub og betragtes heller ikke som en fortsættelse af denne.